# Vyšná Kamenica
Vyšná Kamenica (allemand : Oberkamenitz, est un village de Slovaquie situé dans la région de Košice.

## Histoire
Première mention écrite du village en 1427.

## Démographie

### Évolution de la population
| Année:               | 1994. | 2004.   | 2014.   | 2024.    |
| -------------------- | ----- | ------- | ------- | -------- |
| Nombre de personnes: | 233   | 245     | 268     | 393      |
| Différence:          |       | +5,15 % | +9,38 % | +46,64 % |

| Année:               | 2023. | 2024.  |
| -------------------- | ----- | ------ |
| Nombre de personnes: | 375   | 393    |
| Différence:          |       | +4,8 % |